# Sturzbügel (Reiten)
Der Sturzbügel, auch Sturzsteigbügel oder Sicherheitssteigbügel genannt, ist eine besondere Art des Steigbügels.
Der Sturzbügel ist mit einer auf der Federkraft beruhenden Vorrichtung ausgestattet, die verhindern soll, dass ein vom Pferd gefallener Reiter im Bügel hängen bleibt und mitgeschleift wird.
Es gibt im Wesentlichen zwei Ausprägungen. Entweder öffnet sich beim Sturz der Steigbügel selbst, so dass der darin hängende Fuß frei wird, oder der ganze Steigbügelriemen hakt sich vom Sattel los.
Für den ersten Typ gibt es zwei Grundprinzipien. Beim ersten Prinzip ähnelt der Bügel optisch einem normalen Modell, enthält jedoch verschiedene Arten von Auslösemechanismen, die bei einer für Stürze typischen Belastung bewirken, dass sich der geschlossene Bügel zerlegt und so den eingeklemmten Fuß freigibt. Beim anderen Prinzip ist ein Schenkel des Bügels nicht aus Metall ausgeführt, sondern besteht aus einem eingespannten elastischen Band, das sich bei einem Verkanten des Fußes im Bügel löst. Dieses System ist sehr funktionssicher und ziemlich unempfindlich gegen Verschmutzungen, die einseitig offenen Bügel werden jedoch von vielen Reitern psychisch und physisch als instabil empfunden.
Weiterhin gibt es verschiedene Typen von Steigbügeln, bei denen die Schenkel mit einer Art kardanischen Gelenken versehen sind. Diese werden oft zu den Sturzbügeln gezählt, da sie einem Verkanten des Fußes im Falle eines Sturzes sehr entgegenwirken, die Fähigkeit zu internen Torsionsbewegungen dieser Bügel hat jedoch neben dem Sicherheitsaspekt entscheidende Vorteile hinsichtlich Komfort und Kontaktstabilität für den Fuß, was diese Bügel besonders für Springreiten und Vielseitigkeitsreiten interessant macht.